# Флеш Томпсон
Юджин «Флеш» Томпсон (англ. Eugene "Flash" Thompson) — герой з коміксів американського видавництва Marvel Comics.

## Біографія

Флеш Томпсон

Флеш Томпсон був учнем середньої школи Мідтауна, членом шкільної футбольної команди, і обожнював Людину-павука, хоч і не знав таємниці його особистості і часто знущався з Пітера Паркера.
Після закінчення школи Флеш зник з коміксів про Людину-павука, пізніше з'ясувалося, що він багато років служив у армії, але пізніше полишив службу і став алкоголіком. Пізніше Флеш працював вчителем фізичної культури у своїй рідній школі, але коли почалася війна в Іраці, Флеш повернувся на службу. Пісня подій «Ще одного дня», сенсаційної події в коміксах, де Людина-павук уклав угоду з Мефісто, обмінявши кохання Мері Джейн на життя тітки Мей, стало відомо, що у одному з боїв Флеш був тяжко поранений і залишився без обох ніг. Флеш був у глибокій депресії, його підтримував лише найкращий друг, яким став Пітер Паркер, але після того, як прибулець-симбіот Веном залишив Мака Гаргана (колишнього Скорпіона), Флеша запросили на таємний експеримент, під час якого Флеш став новим Веномом, шостим за рахунком. Симбіот повертає Флешеві втрачені ноги, коли той у костюмі. Влада вирішила дати Томпсонові 20 місій у костюмі, щоб випробувати його, але невідомо, чи зможе Флеш виконати їх до того, як костюм повністю заволодіє його розумом.

## Інші версії
- У комікс-серії House of M: Iron Man Флеш Томпсон — комендатор для «Sapien Deathmatch».
- У всесвіті MC2 (альтернативне майбутнє Дівчини-павук) Флеш — тренер шкільної дівочої баскетбольної команди, колишній чоловік Феліції Харді (Чорна Кішка), батько двох дітей — Фелісіті (Червоний Павук) та Юджина молодшого.
- У комікс-серії Spider-Man Loves Mary Jane Флеш — зірка шкільної футбольної команди. Він часто ображає Пітера Паркера і зустрічається з Ліз Аллен.
- У коміксі Ultimate Spider-Man справжнє ім'я Флеша — Фред. Він є кривдником і головним конкурентом Пітера Паркера. Після отримання Пітером надздібностей, Паркер ламає Флешеві руку. Найкращий друг Флеша — Кенні «Конг» Харлан. Флеш довгий час був закоханий у Гвен Стейсі, і після її смерті впав у депресію. На відміну від оригінальної версії 616 (Amazing), Ultimate-Флеш не є фаном Людини-павука.

## У кіно та мультсеріалах

### У кіно
- Флеш Томпсон з'являється у фільмі «Людина-павук» (2002). Флеш — другорядний персонаж, колишній хлопець Мері Джейн Ватсон. Він часто знущається з Пітера Паркера, але після того, як останній отримує павучі надздібності, він ламає Флешеві руку. Роль Флеша виконує Джо Манганьєлло.
- Кріс Зілка виконав роль Томпсона у фільмі «Нова Людина-павук» (2012).

### У мультсеріалах
- Флеш з'являється у мультсеріалі «Людина-павук та його дивовижні друзі» (1981—1983). Він епізодичний персонаж, з'являється у декількох серіях («Відеомонстр», «Людина-павук без маски!» та ін.). Його озвучує Френк Велкер.
- У мультсеріалі «Людина-павук» Флеш зустрічається з подругою Пітера Деброю Уїтмен і іноді конфліктує з Пітером Паркером, але з'являється на його весіллі. Як і у коміксах, Флеш є великим фаном Людини-павука. Його озвучує Патрік Лабіорто
- Флеш з'являється у серії «Flash Memory» мультсеріалу «Людина-павук» (2003), і не відрізняється особливими здібностями до навчання, але намагається завоювати прихильність Мері Джейн Ватсон, користуючись винаходом божевільного вченого, щоб підвищити свій інтелект. Його озвучує Девон Сава.
- Флеш з'являється у мультсеріалі «Нові пригоди Людини-павука». Він дуже схожий на Флеша з коміксів — зустрічається з Ліз Аллен, є вірним прихильником Людини-павука та часто знущається з Паркера, однак їхні стосунки поступово покращуються. У серії «First Steps» ми дізнаємося, що у молодшій школі вони з Пітером були найкращими друзями. Флеша озвучує Джошуа ЛеБар.
- У мультсеріалі «Людина-павук. Щоденник супергероя» (2012-) Флеш, як і у коміксах, є прихильником Людини-павука і кривдником Пітера. У серії «Venom» Флеш на деякий час стає суперлиходієм Веномом, але Пітерові з допомогою інших супергероїв урешті-решт вдається звільнити його з полону симбіота. Роль Флеша озвучує Метт Лантер.